# Милован Јованчић
Милован Јованчић - Јованча (Роге, Ужице, 1929 (?) — Карлстад, Шведска, 19. јун 2015) био је југословенски атлетски репрезентативац и атлетски тренер, специјалиста за спринтерске дисциплине. Био је члан АК Црвена звезда и АК Партизан.

## Спортска биографија
У току школовања у Учитељској школи у Ужицу запажен је његов таленат за атлетику, посебно његова брзина. Чланом АК Црвене звезде из Београда постао је 1948. У периоду 1949—1955. био је 16 пута репрезентативац Југославије. Његов државни рекорд 10,5 на 100 м постигнут 1953. сврстао га је међу најуспешније европске и светске спринтере увртивши га на годишњој ранг листи за Европу од 3. до 5. места, а у свету од 5. до 8. места. Државне рекорде обарао ја на 100, 200 метара и са штафетом 4 х 100 метара. Бројне и честе повреде спречиле су га да оствари вансеријске резултате, па је такмичарску каријеру завршо већ у 25-ој години.
По завршњетку каријере био је функционер Атлетског савеза Југославије, секретар Стучног савета и селектор штафета 4 х 100 метар. Радио је и као кондициони тренер ФК Црвена звезда и 6 сезона ФК Слободе из Тузле.
Обављао је и душност инструктора и саветника Атлетског савеза Сирије.
Крајем шездесетих преселио је у Шведску и постао тренер АК Јета из Карлстада, где је уз њега стасало 25 репрезентативаца и освојио је првенство те земље. Због добрих резултата постао је тренер репрезентације Шведске. Ту дужност обављао је од 1973—1978.
Добио је бројна признања како у својој домовини, тако и у иностранству. Био је познат као веома хуман човек, који је несебично помагао сиромашнима, деци без родитеља и српским репрезетативцима.
Преминуо је у Карлстаду 19. јуна 2015. у 86. години живота. Кремација је обављена у Карлстаду, а урна је похрањена на гробљу у Рогама, где је Јованча рођен и одрастао.

## Значајнији резултати
Европско првенство 1954 у Берну
- 100 м. — 11,2 с, 16—24. место
- 4 х 100 м — 42,2 с — Јованчић, Бењак, Пецељ, Петровић 1. место

Балканске игре
1953. Атина
- 100 м. — 11,00 златна медаља
- 4 х 100 м. — 42,9 ц Јованчић, Бењак, Маџаревић, Бењак, Пецељ, сребрна медаља

1954. Београд
- 100 м. — 10,8 златна медаља
- 4 х 100 м. — 42,9 ц Јованчић, Бењак, Пецељ, Бењак, Лоргер, златна медаља

Летња међународна студентска спортска недеља 1953. касније Летња универзијада
- 100 м. — 10,7 сребрна медаља
- 200 м. — 22,0 златна медаља

Првак Југославије
100 м — 10,7 с, 1954.
200 м — 22,0 с, 1953
4 х 100 — 44,0 с. 1952. Црвена звезда (Јованчић, Пецељ, Попов и Милаков)

## Национални рекорди
100 м — 10,5, 10. јун 1953. Београд
200 м — 22,1, 16. јун 1949. Београд
200 м — 21,7, 14. јун 1953. Београд
4 х 100 м — 42,0, 6. август 1949, Брисел реп Југославије (Јованчић (Цз), Саболовић (Пар.), Брнад (Пар), Стевановић (Пар).)
4 х 100 м — 41,7, 17. септембар 1949, Загреб реп Југославије (Брнад (Пар), Јованчић (Цз), Саболовић (Пар.), Пецељ (Пар).)
4 х 100 м — 41,5, 5. септембар 1953. Загреб реп Југославије (Јовавчић (Цз), Маџаревић (БСК), Бењак (Вој.), Пецељ (Пар).)
800—200—200—400 м — 3:28,4, 24. јун 1951. Београд Партизан ( Отенхајмер, Рачић, Јованчић,Саболовић)